# Avenida Iquitos
La avenida Iquitos es una avenida de la ciudad de Lima, capital del Perú. Se extiende de norte a sur, a lo largo de 27 cuadras. Recorre los distritos de La Victoria, Lima y Lince. Su trazo es continuado al sur por la avenida Paseo Parodi, en el distrito de San Isidro.
Está dividida en dos segmentos: Iquitos y Prolongación Iquitos. Ambos están conectados a través de un viaducto elevado con sentido de circulación de norte a sur, que se inicia en el puente Iquitos (sobre la vía expresa de Luis Bedoya Reyes), atraviesa la avenida México, y desemboca en el jirón Manuel Ascencio Segura, límite de los distritos de Lima y Lince.

## Recorrido

### Distrito de La Victoria
Se inicia en la avenida Miguel Grau, en el distrito de La Victoria, siguiendo el trazo de la avenida Zavala Loayza, proveniente del distrito de Lima. Se caracteriza en sus primeras cuadras por ser comercial, destacándose principalmente en la venta de repuestos y talleres de mecánica automotriz. 
En el cruce con la avenida 28 de julio, se encuentra la Plaza Manco Cápac y la parroquia "Nuestra Señora de las Victorias". En el cruce con la avenida Jaime Bausate y Meza, se ubica la Municipalidad de La Victoria. En las siguientes cuadras, sigue lo comercial, aunque en menor cantidad que en la avenida Manco Cápac, manteniéndose así hasta el cruce con la avenida Paseo de la República.

### Distrito de Lima
A partir del cruce con la avenida Paseo de la República, la vía se adentra en el distrito de Lima. Luego, pasando el cruce con la calle Teodoro Cárdenas, la avenida se torna más tranquila y menos comercial, siendo el tránsito muy fluido.

### Distrito de Lince
Al llegar al cruce con el jirón Manuel Ascencio Segura, la avenida se adentra en el distrito de Lince. Más adelante, se encuentra el colegio emblemático Melitón Carbajal.
La avenida desemboca en el cruce con la calle Percy Gibson. Su trazo es continuado por la avenida Paseo Parodi, en el distrito de San Isidro.